# Órgiva
Órgiva è un comune spagnolo di 4 873 abitanti situato nella provincia di Granada.